# Robert Smith, I barone Carrington
Robert Smith, I barone Carrington (22 gennaio 1752 – Londra, 18 settembre 1838), è stato un banchiere e politico inglese.

## Biografia
Era il figlio di Abel Smith, e di sua moglie, Mary Bird. Suo nonno Abel Smith era il terzo figlio di Thomas Smith, il fondatore della Smith's Bank di Nottingham.

### Carriera
Smith è stato eletto alla Camera dei comuni per Nottingham (1779–1797). Nel 1796 è stato alzato al Pari d'Irlanda come Barone Carrington. L'anno successivo fu nominato Barone Carrington di Upton nella Contea di Nottingham, nel Pari della Gran Bretagna. Era inoltre un membro della Royal Society e della Society of Antiquaries. Nel 1819 venne ammesso al Magdalene College.

## Matrimoni

### Primo Matrimonio
Sposò, il 6 luglio 1780 a Tottenham, Anne Boldero-Barnard (1757-9 febbraio 1827), figlia di Lewyns Boldero-Barnard. Ebbero sei figli:
- Catherine Lucy Smith (?-1 ottobre 1843), sposò Philip Stanhope, IV conte di Chesterfield, ebbero due figli;
- Hester Frances Smith (?-5 marzo 1854), sposò Henry Williams-Wynn, ebbero sei figli;
- Emily Smith (?-4 gennaio 1869), sposò Granville Somerset, ebbero due figli;
- Charlotte Elizabeth Smith (?-27 marzo 1811), sposò Alan Gardner, II barone Gardner, ebbero due figli;
- Harriet Smith (?-27 aprile 1856), sposò John Crewe, ebbero un figlio;
- Robert Carrington, II barone Carrington (16 gennaio 1796-17 marzo 1868).

### Secondo Matrimonio
Sposò, il 19 gennaio 1836 a Bath, Charlotte Hudson (1 maggio 1770-22 aprile 1849), figlia di John Hudson. Non ebbero figli.

## Morte
Morì il 18 settembre 1838, all'età di 86 anni a Whitehall, Londra. Fu sepolto a Wycombe.